# Чарльз Рідді
Чарльз Рідді (англ. Charles Riddy, 3 березня 1885 — 11 червня 1979) — канадський академічний веслувальник.
Бронзовий призер Олімпійських Ігор 1908 (розпашні четвірки без стернового), 1908 (вісімки) років.